# Eois odatis
Eois odatis är en fjärilsart som beskrevs av Druce 1892. Eois odatis ingår i släktet Eois och familjen mätare. Inga underarter finns listade i Catalogue of Life.